# European Bird Census Council
Der European Bird Census Council (EBCC) ist eine 1992 gegründete Gesellschaft unter Niederländischem Recht, in der vogelkundliche Experten europaweite Monitoringprogramme und Atlasprojekte ausarbeiten und damit den Schutz europäischer Vogelpopulationen fördern. Ziel des EBCC ist es, durch das Zusammenführen von Fachwissenschaftlern und die Kommunikation zwischen am Monitoring von Vogelpopulationen interessierten Organisationen, Institutionen und Individuen Änderungen in der Verbreitung, der Abundanz und der Demographie europäischer Vögel frühzeitig zu erkennen und naturschutzrelevante Körperschaften und politische Entscheidungsträger mit verlässlichen Informationen zu ihrem Schutz und Management zu versorgen. Zur Erreichung dieser Ziele veranstaltet der EBCC Workshops und Konferenzen, gibt eine eigene Zeitschrift heraus (Bird Census News) und fördert die Ausarbeitung nationaler Monitoringprogramme.

## Der EBCC Atlas der Brutvögel Europas
Das bisher bedeutsamste Projekt des EBCC war die Produktion des The EBCC Atlas of European Breeding Birds, herausgegeben von Ward J. M. Hagemeijer and Michael J. Blair im Jahr 1997. Der Atlas war der Erste, der für alle Brutvogelarten Europas europaweite Rasterverbreitungskarten präsentierte. Das Buch ist zum größten Teil auf Englisch geschrieben, beinhaltet jedoch auch ein Einführungskapitel in dreizehn anderen europäischen Sprachen. Die Datenaufnahme im Freiland wurde in den Jahren 1985 bis 1988 durchgeführt. In den Jahren 2013 bis 2017 folgte weitere Feldarbeit, um einen aktualisierten Atlas mit mehr als 5.000 50×50-km-Rasterfeldern mit der Verbreitung und Abundanz von mehr als 500 Brutvogelarten zu publizieren. Der neue Europäische Brutvogelatlas wurde im Dezember 2020 publiziert.